# Piumaggio d'eclissi

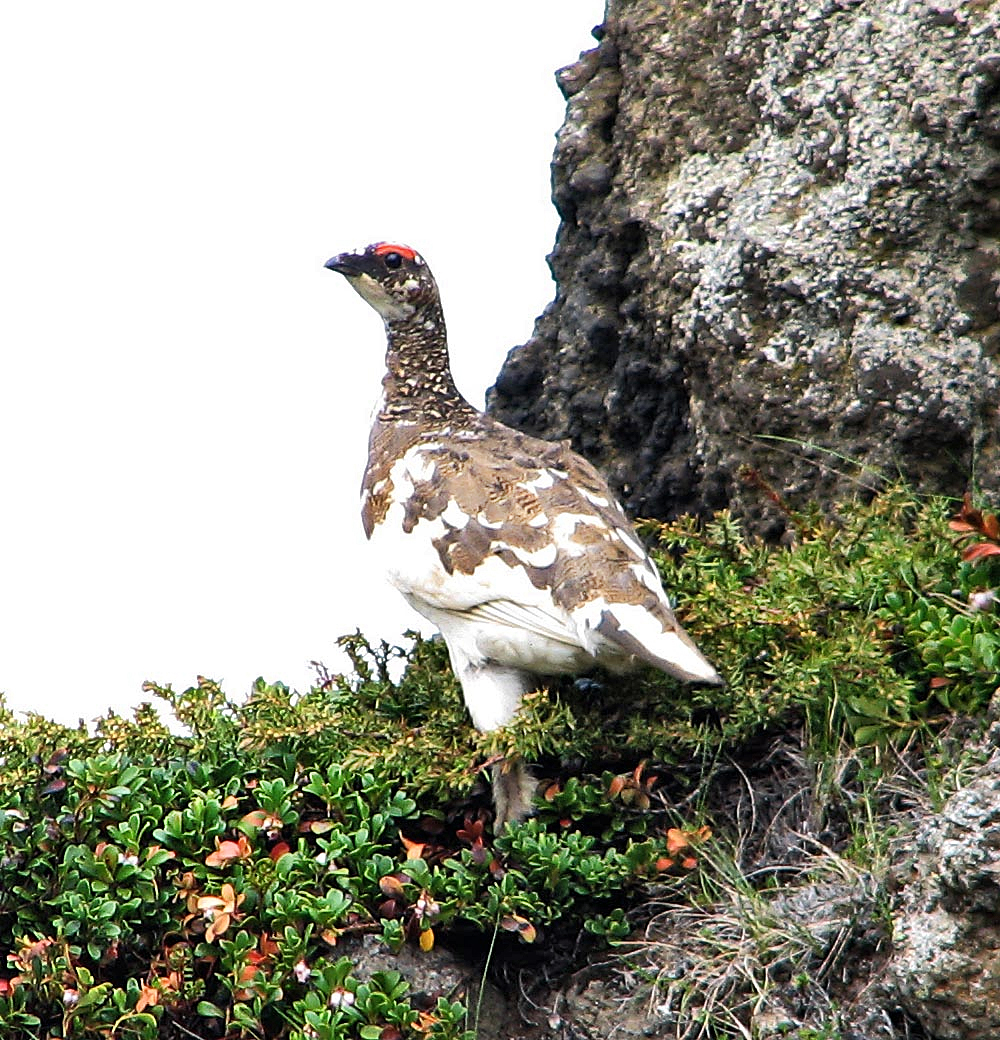
Pernice bianca (Lagopus mutus) nella fase di transizione tra il piumaggio bianco invernale e quello bruno estivo.

Con il termine piumaggio o fase d'eclissi si indica il piumaggio indossato dagli uccelli di sesso maschile al di fuori del periodo della riproduzione.
Mentre all'epoca delle parate nuziali hanno piume spesso vivacemente colorate, durante la stagione invernale i maschi indossano un piumaggio più discreto, criptico e simile a quello della femmina.
Questo cambiamento di colore può essere effettuato con la muta o, come avviene in alcuni cardinalidi tra cui il ministro, in cui il marrone del piumaggio d'eclissi cede gradualmente il passo al blu del piumaggio nuziale, a seguito di una polimerizzazione ritardata della melanina marrone.
Durante la fase di transizione, le anatre in muta possono avere delle temporanee difficoltà a volare.